# La Cintilla
La Cintilla är en ort i Mexiko.   Den ligger i kommunen Purísima del Rincón och delstaten Guanajuato, i den centrala delen av landet, 300 km nordväst om huvudstaden Mexico City. La Cintilla ligger 1 770 meter över havet och antalet invånare är 106.
Terrängen runt La Cintilla är platt åt nordost, men åt sydväst är den kuperad. Terrängen runt La Cintilla sluttar österut. Runt La Cintilla är det ganska glesbefolkat, med 45 invånare per kvadratkilometer. Närmaste större samhälle är Ciudad Manuel Doblado, 13,8 km söder om La Cintilla. I omgivningarna runt La Cintilla växer huvudsakligen savannskog.